# Aonidiella lauretorum
Aonidiella lauretorum är en insektsart som först beskrevs av Karl Hermann Leonhard Lindinger 1911.  Aonidiella lauretorum ingår i släktet Aonidiella och familjen pansarsköldlöss. Inga underarter finns listade i Catalogue of Life.